# Ваутерс, Адольф
Адольф Франсуа Ваутерс (фр. Adolphe-François нидерл. Wouters; 28 мая 1849, Брюссель — 16 апреля 1924, Иксель) — бельгийский пианист, органист и композитор.
Сын учителя музыки. Под впечатлением от игры Альфонса Майи решил посвятить себя игре на органе. Окончил Брюссельскую консерваторию, ученик Майи, Франсуа Жозефа Фети (композиция), Шарля Босле (гармония), Огюста Дюпона (ансамбль). В 1868—1885 гг. титулярный органист брюссельской церкви Нотр-Дам-дю-Финистер, одновременно с 1870 г. капельмейстер церкви Святого Николая. С 1871 г. ассистент в фортепианном классе Дюпона в Брюссельской консерватории, с 1875 г. преподаватель.
В композиторском наследии Ваутерса важное место занимает церковная музыка, в том числе Месса Святой Цецилии (1878) и Te Deum для хора и оркестра, исполненный в кафедральном соборе Святого Михаила 21 июля 1880 года в честь 50-летия независимости Бельгии. Среди многочисленных камерных сочинений Ваутерса популярностью пользовалось Adagio et scherzo Op. 77 для четырёх флейт